# Ыджыдъёль (приток Большой Сойю)
Ыджыдъёль (устар. Ыджыд-Ёль) — река в России, протекает по территории Вуктыльского округа в Республике Коми. Устье реки находится в 12 км по левому берегу реки Большая Сойю. Длина реки составляет 25 км.
Исток находится в 24 км к северо-западу от села Дутово и в 52 км к западу от города Вуктыл. Река течёт на юго-восток, всё течение проходит по ненаселённому, всхолмлённому, частично заболоченному лесному массиву. Русло извилистое.
Притоки — Маел-Керкашор (правый).
Впадает в Большую Сойю в 4 км к западу от села Дутово.

## Данные водного реестра
По данным государственного водного реестра России относится к Двинско-Печорскому бассейновому округу, водохозяйственный участок реки — Печора от водомерного поста у посёлка Шердино до впадения реки Уса, речной подбассейн реки — бассейны притоков Печоры до впадения Усы. Речной бассейн реки — Печора.
Код объекта в государственном водном реестре — 03050100212103000061005.